# Tadepalligudem
Tadepalligudem ist eine Stadt im indischen Bundesstaat Andhra Pradesh.
Die Stadt ist Teil des Distrikt West Godavari. Tadepalligudem hat den Status einer Municipality. Die Stadt ist in 27 Wards gegliedert.

## Demografie
Die Einwohnerzahl der Stadt liegt laut der Volkszählung von 2011 bei 103.906. Tadepalligudem hat ein Geschlechterverhältnis von 1022 Frauen pro 1000 Männer und damit einen für Indien seltenen Frauenüberschuss. Die Alphabetisierungsrate lag bei 82,7 % im Jahr 2011. Knapp 94 % der Bevölkerung sind Hindus, ca. 4 % sind Muslime, ca. 2 % sind Christen und weniger als 1 % gehören einer anderen oder keiner Religion an. 9,4 % der Bevölkerung sind Kinder unter 6 Jahren.

## Infrastruktur
Die Stadt ist über einen eigenen Bahnhof mit dem nationalen Schienennetz verbunden. Die Stadt verfügt über einen Landeplatz für kleinere Flugzeuge.